# Humboldtstraße 31 (Mönchengladbach)

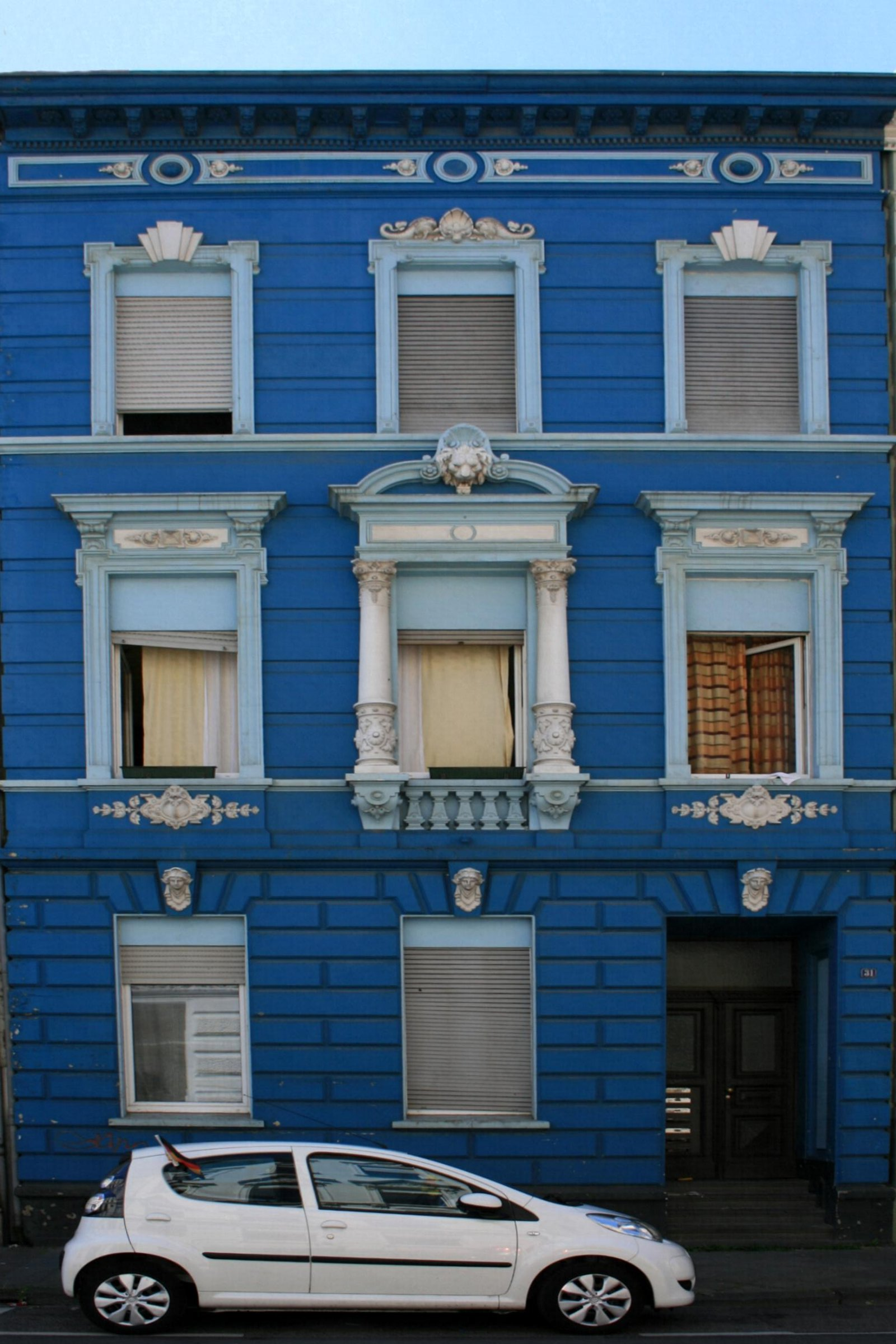
Wohnhaus (2010)

Das Wohnhaus Humboldtstraße 31 steht in Mönchengladbach (Nordrhein-Westfalen).
Das Gebäude wurde um die Jahrhundertwende erbaut. Es wurde unter Nr. H 005  am 4. Dezember 1984 in die Denkmalliste der Stadt Mönchengladbach eingetragen.

## Architektur
Die Häuser Nr. 39, 37, 35, 31, 29, 27, 25 und 21 bilden auf der Humboldtstraße in Eicken eine geschlossene Baugruppe in westseitiger Randbebauung.
Das dreigeschossige Dreifensterhaus mit seitlich gelegenem Eingang ist als Typ benachbart noch mehrfach vorhanden. Das um die Jahrhundertwende gebaute Wohnhaus ist mit seiner Fassade auf einem Kellersockel entwickelt mit einem Sockelgeschoss in Bossengliederung und waagerechtem Gesimsabschluss. Die Haustüre ist in Original-Eichenholz erhalten.